# Afrodontomyia seminuda
Afrodontomyia seminuda är en tvåvingeart som först beskrevs av Charles Howard Curran 1928.  Afrodontomyia seminuda ingår i släktet Afrodontomyia och familjen vapenflugor. Inga underarter finns listade i Catalogue of Life.